# Montcresson
Montcresson település Franciaországban, Loiret megyében. Lakosainak száma 1257 fő (2022. január 1.). Montcresson Conflans-sur-Loing, Cortrat, Gy-les-Nonains, Montbouy és Pressigny-les-Pins községekkel határos.

## Népesség
A település népességének változása:
| Lakosok száma | 610  | 883  | 1161 | 1303 | 1300 | 1290 | 1281 | 1269 | 1261 | 1257 |
|               | 1968 | 1982 | 1990 | 2006 | 2013 | 2015 | 2017 | 2019 | 2020 | 2022 |